# Феодосій Янковський
Феодосій Янковський (в миру — Федір Янковський; 1696 (1698?), Вільно — 22 квітня 1750, Санкт-Петербург) — український релігійний діяч. Єпископ Відомства Православного сповідання Російської імперії. Ігумен Охтирського Свято-Троїцького монастиря Білгородської єпархії. Діяч доби Гетьманщини.

## Біографія
Даних про походження Феодосія Янковського не збереглося. Імовірно, походив з дворян. Його прізвище писалося по-різному: Янкевич, Іоанковський, але найчастіше — Янковський.
У 1718 році прийняв чернецтво у Віленському Свято-Духівському монастирі й тоді ж висвячений на ієродиякона.
У 1720 році з монастиря відправлений до Києва на навчання. Два роки жив у Києво-Печерському монастирі й навчався у Київській духовній академії.
У 1722 році у сані диякона переведений у до Змієвського Миколаївського монастиря Білгородської єпархії, підпорядкований Києво-Печерському монастирю.
У 1726 році викликаний єпископом Білгородським Єпіфанієм Тихорським і залишений при ньому архідияконом.
Перед смертю Єпіфаній бачив Феодосія кандидатом на своє місце, але Феодосія не призначили на Білгородську кафедру і позбавили звання архідиякона як такого, що не покладався на Білгородську єпархію.
З 1737 — ігумен Охтирського Свято-Троїцького монастиря Білгородської єпархії. Піклувався про прикрашання свого монастиря.
У 1742 році переведений намісником у Троїце-Сергієвий монастир.
10 березня 1745 року хіротонізований на єпископа Санкт-Петербурзького і Шліссельбурзького з возведенням у сан архієпископа. При цьому він не був призначений членом Святійшого синоду, що применшувало його владу як правлячого архієрея столиці.
Основну увагу в єпархії Феодосій надавав будівництву і прикрашанню храмів та монастирів. Намагався покращувати моральний стан кліра і пастви, змагався з пиятикою. За його правління, за наказом імператриці Єлизавети, розпочате будівництво Смольного жіночого монастиря у Санкт-Петербурзі.
Помер 22 квітня 1750 року. Похований в Олександро-Невському монастирі у Благовіщенській церкві біля правого криласа.